# آنا كيرفاليدز
آنا كيرفالدزه (ანა კირვალიძე؛ ولدت في 31 أكتوبر 2000) هي لاعبة كرة قدم جورجية تلعب لصالح نادي نادي فينيكس السعودي.

## المسيرة مع الأندية
لعبت كيرفالدزه لصالح نادي تبليسي نايكي الجورجي، حيث شاركت في التصفيات التأهيلية لدوري أبطال أوروبا للسيدات 2021–22. ثم انضمت إلى نادي ألتاي التركي خلال موسم 2021–22. في عام 2022، فازت ببطولة بطولة جورجيا لكرة القدم للسيدات مع نادي سامغريلو تشخوروتسكو، الذي حل محل تبليسي نايكي. وفي سبتمبر 2024، انتقلت إلى نادي نادي فينيكس السعودي.

## روابط خارجية
- "Ana Kirvalidze". playmakerstats.com.
- "Ana Kirvalidze". soccerdonna.de.